# Liste der Häfen in Sierra Leone

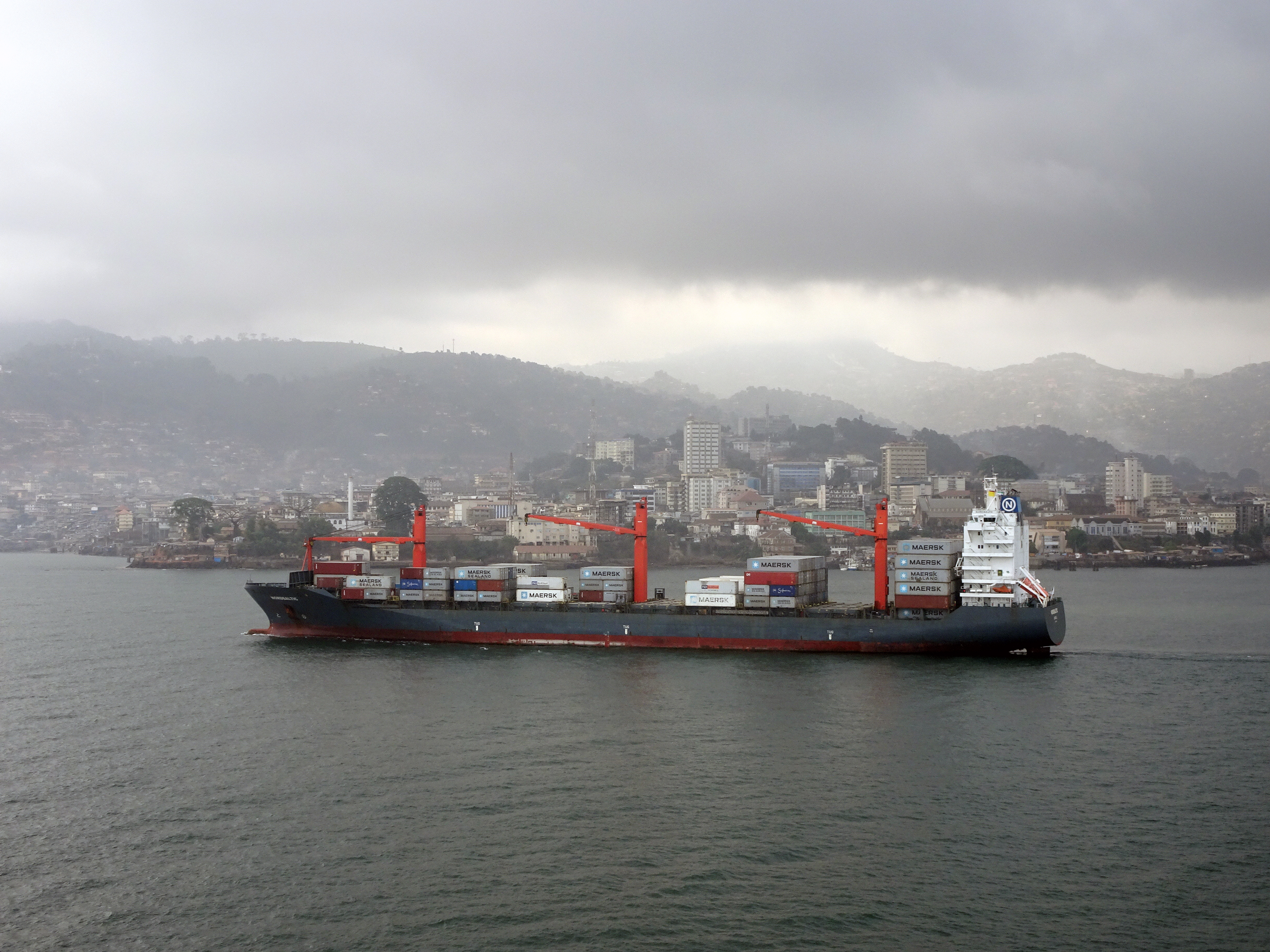
Frachtschiff vor dem Hafen von Freetown

Die Liste der Häfen in Sierra Leone enthält alle öffentlichen Häfen des westafrikanischen Staates Sierra Leone.

## Häfen
| Häfen    | Häfen     | Häfen             | Häfen          | Häfen          |
| Ort      | UN/LOCODE | Umschlag (Tonnen) | Umschlag (TEU) | Name           |
| -------- | --------- | ----------------- | -------------- | -------------- |
| Freetown | SL FNA    | 453.990 (2015)    | 46.427 (2015)  | Hafen Freetown |
| Pepel    | SL PEP    |                   | n/a            | Hafen Pepel    |
| Bonthe   |           |                   | n/a            | Hafen Bonthe   |